# Rusty Wailes
Richard Donald „Rusty” Wailes (ur. 21 marca 1936 w Seattle, zm. 11 października 2002 tamże) – amerykański wioślarz, dwukrotny medalista olimpijski.
Wystąpił na igrzyskach olimpijskich w Melbourne w 1956, gdzie Amerykanie w składzie: Thomas Charlton, David Wight, John Cooke, Donald Beer, Caldwell Eselstyn, Charles Grimes, Rusty Wailes, Robert Morey i William Beklean (sternik) zdobyli złoty medal w ósemkach. W wyścigu finałowym o 1,9 sekundy wyprzedzili Kanadyjczyków i o 4 sekundy pokonali Australijczyków. Na rozgrywanych cztery lata później igrzyskach olimpijskich w Rzymie brał udział w czwórkach bez sternika, razem z Arthurem Ayraultem, Johnem Sayre'em i Tedem Nashem zdobył kolejny złoty medal. W finale o 2,52 sekundy wyprzedzili osadę Włoch i o 3,36 sekundy osadę ZSRR.
Ukończył inżynierię na Uniwersytecie Yale. 